# Uta stansburiana
Uta stansburiana là một loài thằn lằn trong họ Phrynosomatidae. Loài này được Baird & Girard mô tả khoa học đầu tiên năm 1852.

## Hình ảnh

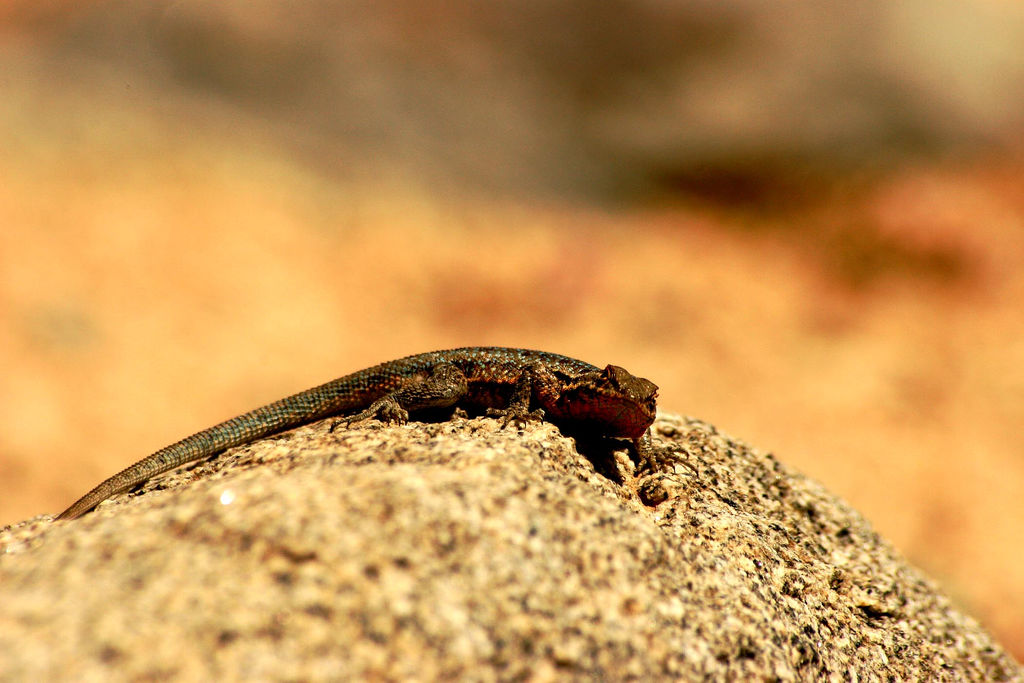
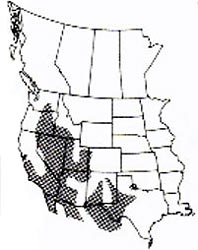
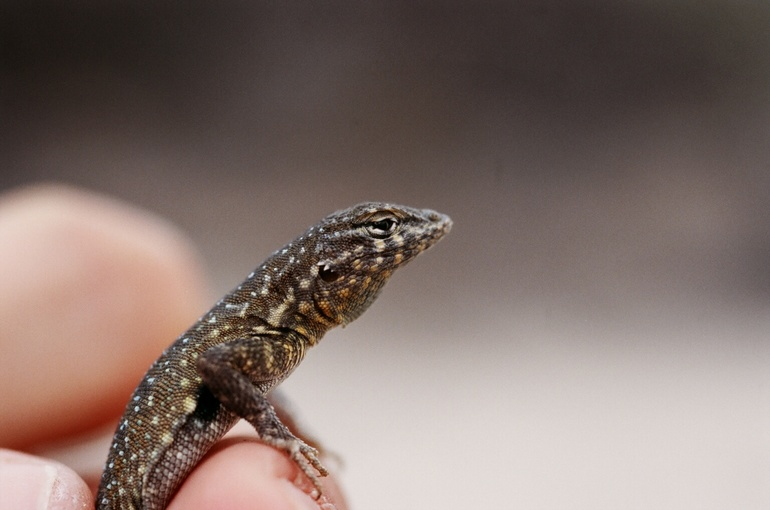
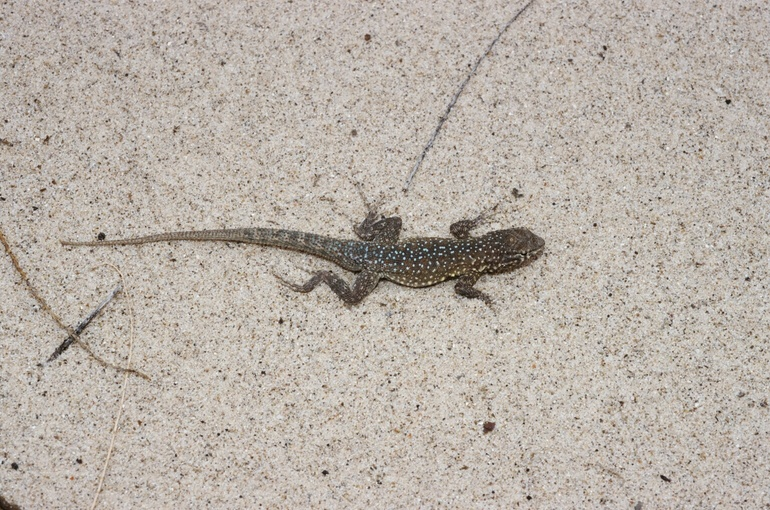